# FC Jeunesse Schieren
El FC Jeunesse Schieren es un equipo de Fútbol de Luxemburgo que juega en la Primera División de Luxemburgo, la tercera categoría nacional.

## Historia
Fue fundado en el año 1946 en la ciudad de Schieren luego de que finalizara la Segunda Guerra Mundial. El club nunca avanzó más allá de la tercera división hasta su primer ascenso a la Éirepromotioun en 2000, donde estuvo hasta su descenso en 2003.
En 2006 y 2009 el Jeunesse Schieren también logra ascender a la segunda división, sin embargo, el club descendió en ambas ocasiones después de solo una temporada. Luego duró doce años antes de que volver a lograr el ascenso. En la copa nacional el Jeunesse Schieren ha alcanzado los octavos de final en varias ocasiones. En la Coupe FLF, la copa de los clubes de clase inferior, la ganó por primera vez el 25 de mayo de 2022 con una victoria final por 3-1 sobre el FC Koeppchen Wormeldingen.
En 2022 gana su grupo y logra el ascenso a la Éirepromotioun por primera vez en 13 años.

## Palmarés
- Primera División de Luxemburgo: 1

2021/22
- Copa LFL: 1

2022